# Opius griseiscutum
Opius griseiscutum är en stekelart som beskrevs av Fischer 1978. Opius griseiscutum ingår i släktet Opius och familjen bracksteklar. Inga underarter finns listade i Catalogue of Life.